# Satyrium inorata
Satyrium inorata är en fjärilsart som beskrevs av Augustus Radcliffe Grote 1868. Satyrium inorata ingår i släktet Satyrium och familjen juvelvingar. Inga underarter finns listade.